# Toyota Motorsport

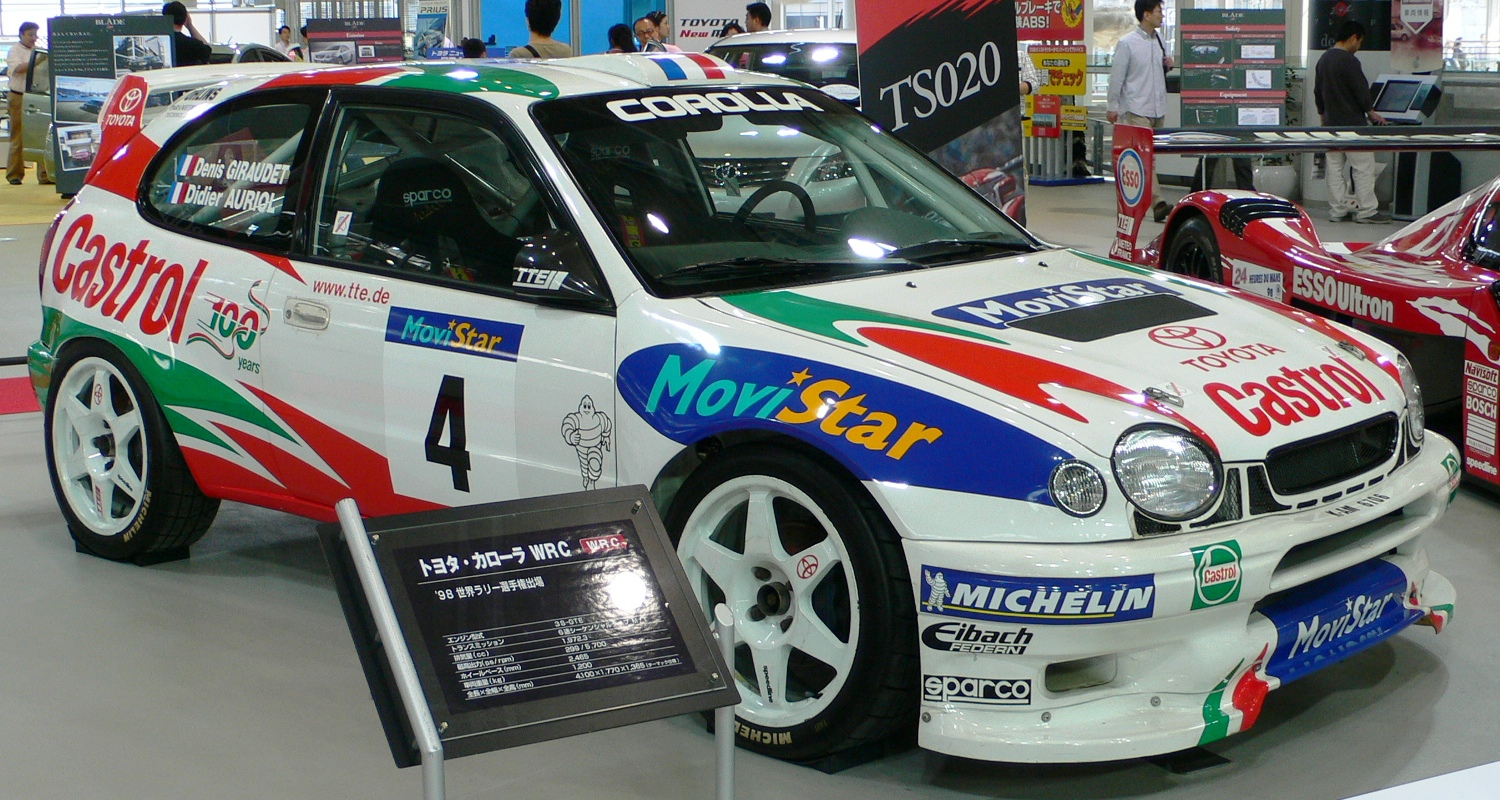
Toyota Corolla WRC

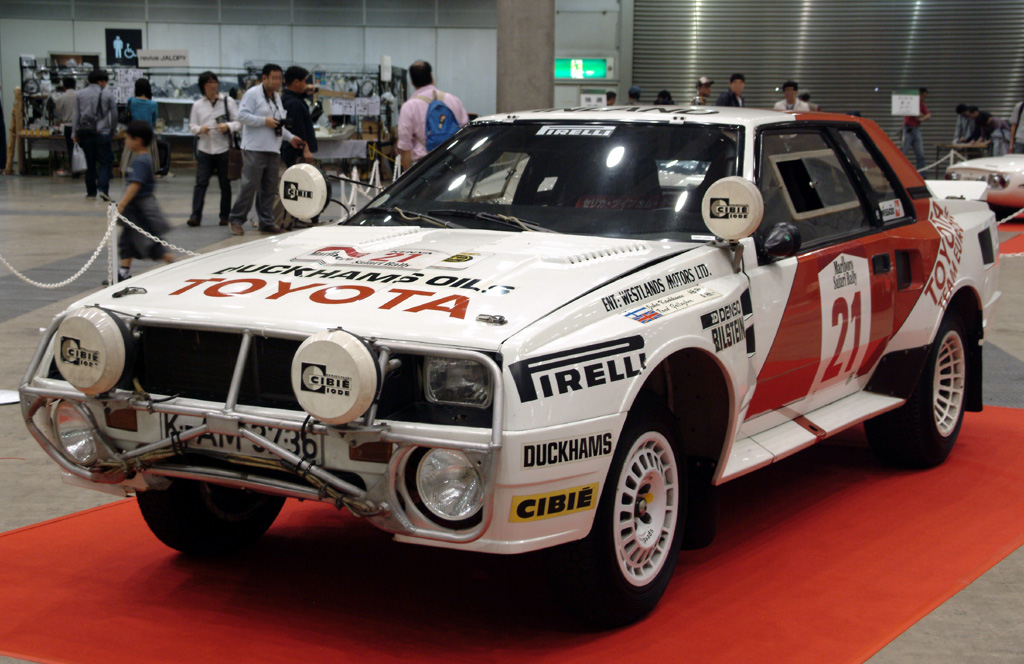
Toyota Celica TCT

Toyota Motorsport je tovární tým japonské automobilky Toyota. Někdy se pro něj používalo jméno Toyota Team Europe. Zázemí týmu se nacházelo v Kolíně. Tým byl vytvořen v sedmdesátých letech a mistrovství světa v rallye se účastnil do roku 1999. Také působil v závodech okruhových vozů. Kromě zajištění závodních vozů se staral i o úpravy běžných vozů Toyota. Po roce 1999 byly aktivity v rallye ukončeny a automobilka začala s týmem Toyota F1 působit ve Formuli 1.

## Historie týmu

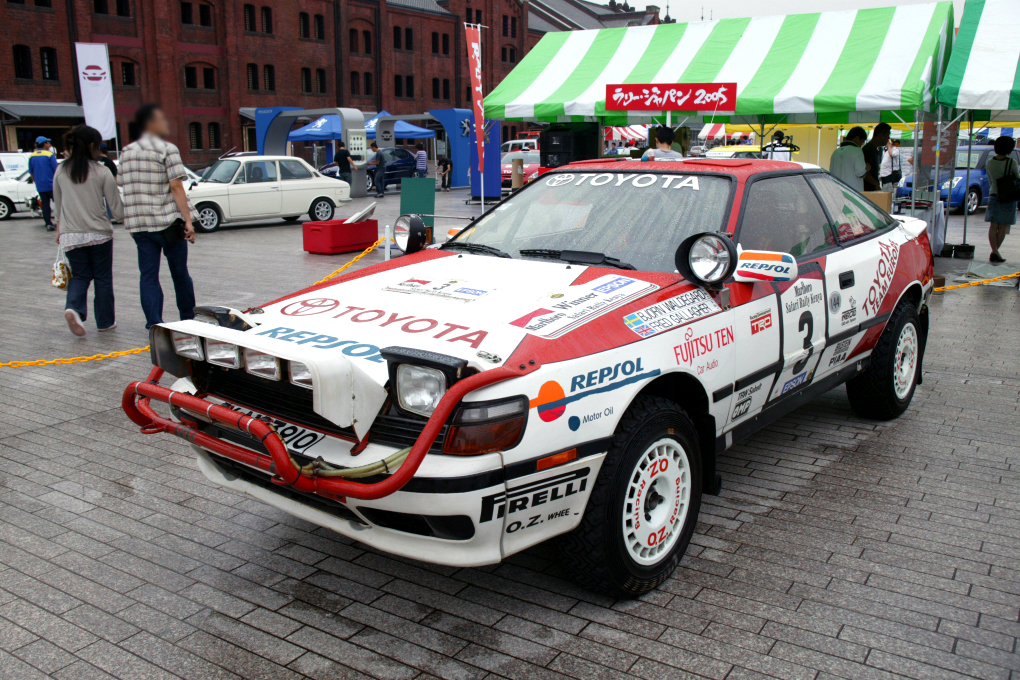
Toyota Celica GT-4 ST-165

První oficiální představení týmu proběhlo na RAC Rallye 1972, kde s vozem Toyota Celica obsadil Ove Andersson deváté místo. Kvůli drahému převozu mezi Japonskem a Evropou bylo rozhodnuto o přesunutí základny týmu do Evropy. Tým při svém působení vystřídal města Uppsala, Brusel a skončil v Kolíně.

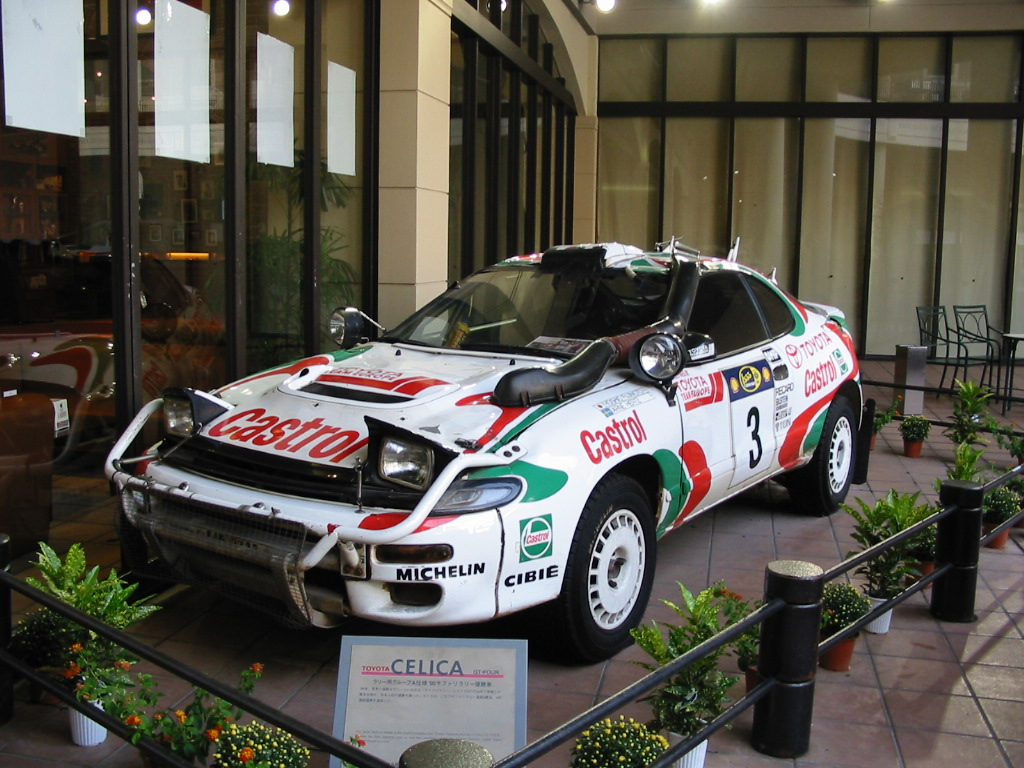
Toyota Celica GT-4 ST-185

První oficiální vítězství týmu získal Hannu Mikkola, který vybojoval prvenství ve Finsku v roce 1975. Tehdy tým startoval s vozy Toyota Corolla 1600. Od sezony mistrovství světa v rallye 1979 začal tým používat vozy Toyota Celica Turbo. Po zavedení skupiny B byly vozy Toyota Celica TCT upraveny pro tuto kategorii a získávaly vítězství na afrických soutěžích Safari rallye a Rallye Pobřeží slonoviny. Od sezony mistrovství světa v rallye 1987 se tým přesunul do skupiny A a vyvíjel konkurenční vůz pro automobil Lancia Delta HF Integrale. Tím byla nová generace vozu Toyota Celica. Ta měla pohon všech kol a nesla označení GT-Four ST165. Týmovými jezdci byli Juha Kankkunen a Kenneth Eriksson. V sezoně mistrovství světa v rallye 1990 poprvé vyhrál jezdec Carlos Sainz titul mezi jezdci. Na Rallye Monte Carlo 1992 se představila Celica ST-185. S tou opět vyhrál Sainz titul v mistrovství světa v rallye 1992. V sezonách 1993 a 1994. V obou letech vybojovali jezdecké tituly jezdci Toyoty Kankkunen a Didier Auriol.

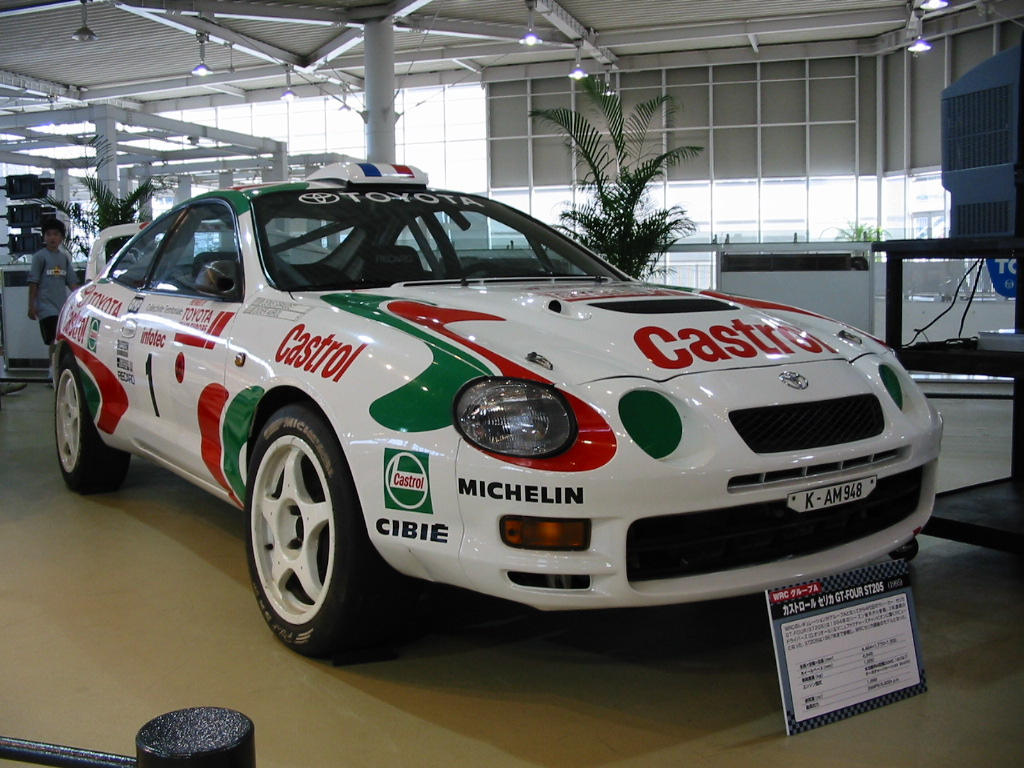
Toyota Celica GT-4 ST205

V roce 1993 došlo k přejmenování týmu na Toyota Motorsport. Od sezony mistrovství světa v rallye 1995 tým nasazoval novou Celicu ST-205. Kvůli použití nehomologovaného restriktoru byla Toyota vyloučena ze sezony mistrovství světa v rallye 1996. Toyota se vrátila až v roce 1997 do nejvyšší kategorie WRC s vozem Toyota Corolla. Jejím prvním startem byla Finská rallye 1997. Jezdci Sainz a Auriol vybojovali o rok později druhé místo v poháru značek. Vítězství získal tým při své zatím poslední sezoně mistrovství světa v rallye 1999. V současné době Toyota uvažuje o návratu do rallye. Automobilka podporuje vývoj vozu Toyota Auris S2000, který bude založen na typu Corolla S2000, který vznikl z počinu dealera v jižní Africe.

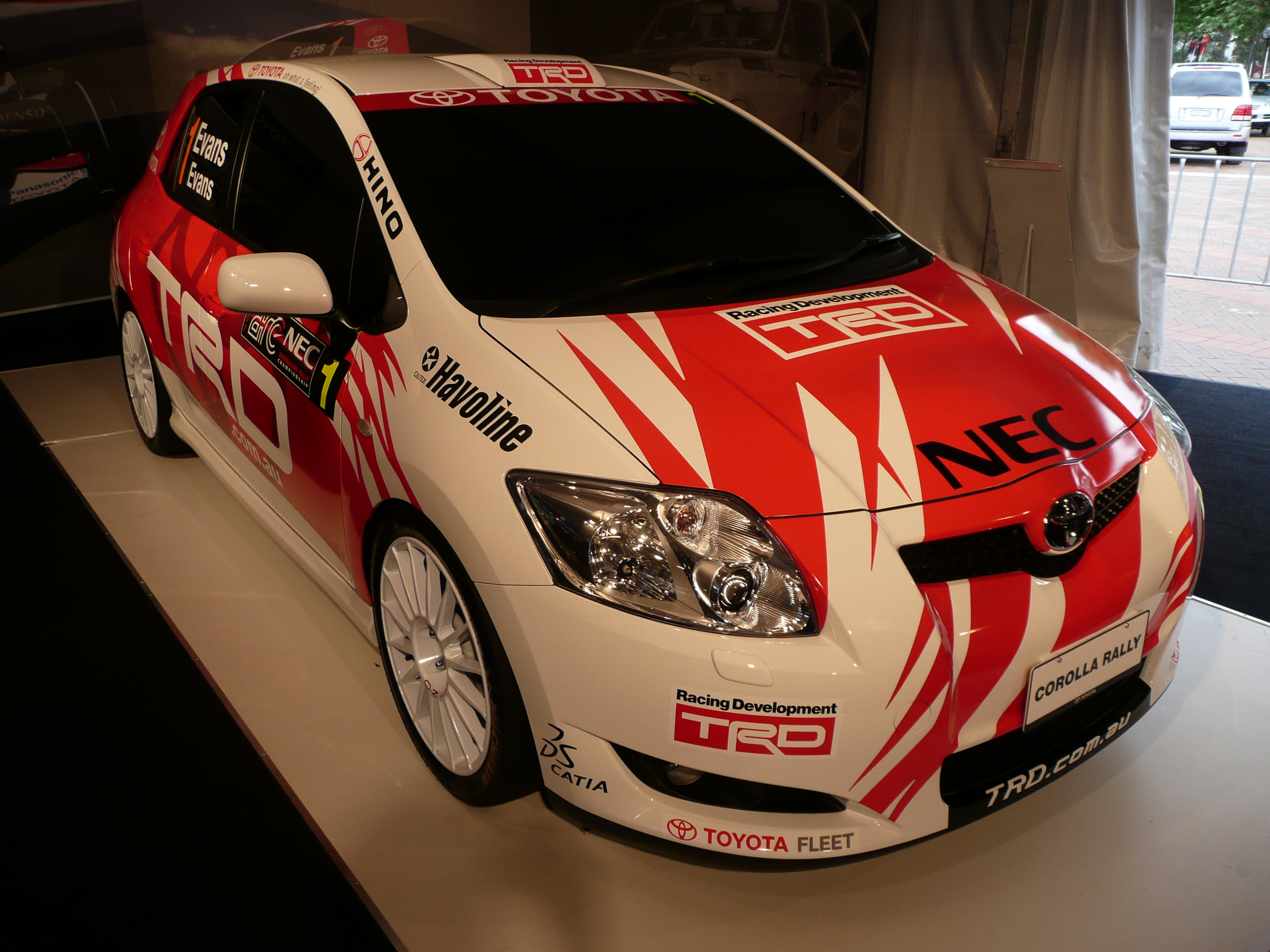
Toyota Auris S2000

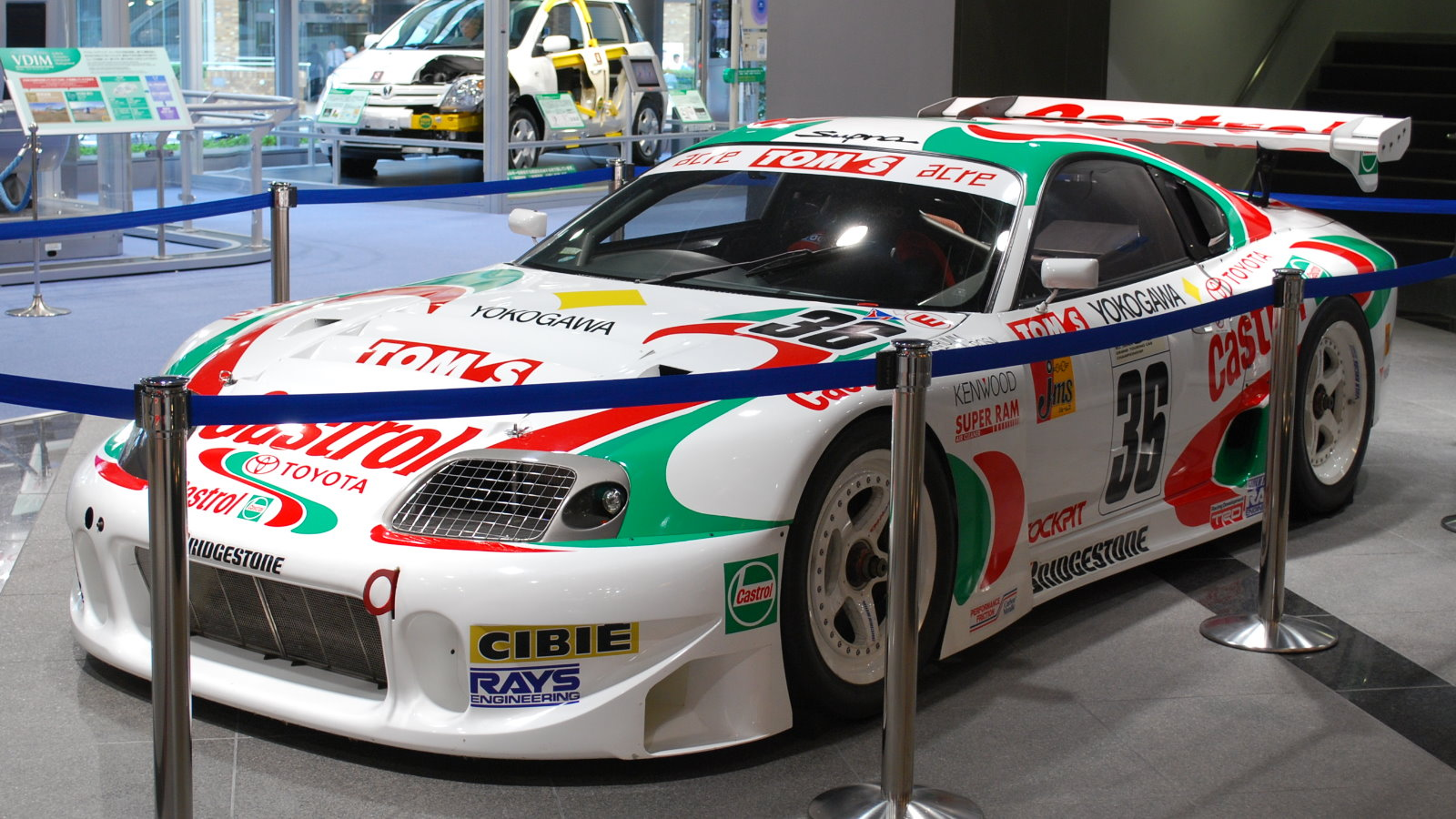
Toyota Supra

Kromě rallye se tým angažoval i na Rallye Dakar a v okruhových závodech. Pro ty byl vyvinut Toyota GT-One. V roce 1999 získal druhé místo v Le Mans.